# Урміязівська сільська рада
Урмія́зівська сільська рада (рос. Урмиязовский сельский совет) — муніципальне утворення у складі Аскінського району Башкортостану, Росія. Адміністративний центр — село Урміязи.

## Населення
Населення — 1181 особа (2019, 1489 в 2010, 1804 в 2002).

## Склад
До складу поселення входять такі населені пункти:
| Населений пункт            | Населення, осіб (2002) | Населення, осіб (2010) |
| -------------------------- | ---------------------- | ---------------------- |
| Дульцевка, присілок        | 31                     | 26                     |
| Новокочкільдіно, присілок  | 391                    | 330                    |
| Старокочкільдіно, присілок | 373                    | 273                    |
| Урміязи, село              | 684                    | 583                    |
| Уршади, присілок           | 325                    | 276                    |